# Larçã
Larçã é uma pequena aldeia com cerca de 780 habitantes, que fica a cerca de 15Km de Coimbra, pertence à Freguesia de Botão, concelho e distrito de Coimbra.                
Pode-se chegar facilmente a Larçã pelo IC2 via Pampilhosa ou pelo IP3 via Souselas.
É uma zona rural, rodeada de floresta, onde predominam pinheiros e eucaliptos. A sua população dedica-se à agricultura, à exploração florestal, nomeadamente ao corte de madeira de eucalipto.
Muitos dos seus habitantes trabalham também em fábricas, na construção civil, função pública e serviços domésticos.
Existem três ou quatro pequenas lojas, três cafés e três oficinas de mecânica. Existe também um centro de Cultura e Recreio.
As suas festas anuais realizam-se em Janeiro e em Maio.
Alguns alunos que frequentam a sua escola incluem alguns de outras aldeias,tal como a  Mata de S. Pedro, que fica a cerca de 3 km.